# Riddick Bowe
Riddick Lamont Bowe (Nueva York, 10 de agosto de 1967) es un exboxeador estadounidense que llegó a ser campeón del mundo de los pesos pesados para la Federación Internacional de Boxeo, para la Asociación Mundial de Boxeo, para el Consejo Mundial de Boxeo y para la Organización Mundial de Boxeo.

## Biografía

### Aficionado
Ganó los Guantes de Oro de Nueva York así como otros torneos importantes. Destaca el combate que protagonizó en 1984, a los 17 años, ante James Smith que terminó en 4 segundos. En 1985 fue campeón de los Guantes de Oro nacionales en los que ganó a Donald Stephens. Ganó a su vez la medalla de plata en los Juegos Olímpicos de 1988 en Seúl donde sólo perdió en la final ante Lennox Lewis después de dos asaltos.
Récord aficionado: 104-18

#### Palmarés aficionado
- Campeón de los Estados Unidos junior peso medio en 1983, ante Adolpho Washington, nocaut en el segundo asalto.
- Campeón del Mundo junior peso semipesado en 1985, en Bucarest, ante Peter Hartñ.
- Bronce en los Juegos Panamericanos de Indianápolis peso pesado en 1987 en el que perdió ante Jorge Luis González (Cuba) a los puntos.
- Plata en los Juegos Olímpicos de Seúl en 1988 peso pesado:
  - Derrotó a Biko Botowamungu (Zaire, Congo) KO 2
  - Derrotó a Peter Hrivnak (Checoslovaquia) TKO 1
  - Derrotó a Alex Miroshnichenko (Unión Soviética) puntos
  - Derrotado ante Lennox Lewis (Canadá) TKO en 2

### Profesional
Comenzó su carrera profesional el 6 de marzo de 1989 ante Lionel Butler, al que ganó  por nocaut técnico en dos asaltos. Después de 31 combates en los que ganó todos ante oponentes como Bruce Seldon, Tyrell Biggs o Pinklon Thomas tuvo su primera oportunidad mundialista ante el campeón mundial peso pesado y antiguo peso crucero, Evander Holyfield.
En el combate se ponían en juego los títulos de tres organizaciones, la Asociación Mundial de Boxeo, la Federación Internacional de Boxeo y el del Consejo Mundial de Boxeo y ganó Bowe por decisión unánime en doce asaltos. En la primera defensa ante Michael Dokes ya sólo poseía el título de la Asociación y de la Federación y en la siguiente defensa ante Jesse Ferguson ya sólo poseía el de Asociación. A ambos los derrotó fácilmente en el primer y segundo asalto respectivamente y se enfrentó por segunda ocasión ante Holyfield en la revancha. En esta ocasión se pusieron en juego los títulos de la Asociación y de la Federación y ganó Holyfield derrotando a Bowe por decisión en doce asaltos.
El 11 de marzo de 1995, Bowe optó al título de la Organización Mundial de Boxeo, ante Herbie Hide al que ganó por nocaut en seis asaltos. Defendió el título en su siguiente combate ante Jorge Luis González y volvió a pelear, sin ningún título en juego, ante Holyfield en una nueva revancha que se llevó Bowe por nocaut técnico en el octavo asalto.
Después de ese combate Bowe volvió al año siguiente ante Andrew Golota pero en ambas peleas fue descalificado Golota por golpes bajos. El nivel físico de Bowe no era el de años anteriores, pesando varios kilogramos de su peso ideal. Tras estos combates Bowe estuvo ocho años sin volver a los cuadriláteros hasta el año 2004 y 2005 donde se enfrentó ante Marcus Rhode y ante Billy Zumbrun a los que ganó en dos y diez asaltos.

## Récord profesional
| 43 Victorias (33 KOs), 1 Derrota |          |                     |      |              |            |                                                                    |                                                                         |
| Res.                             | Récord   | Oponente            | Tipo | Rd., Tiempo  | Fecha      | Localidad                                                          | Notas                                                                   |
| G                                | 43–1 (1) | Gene Pukall         | UD   | 8            | 13/12/2008 | SAP Arena, Mannheim                                                |                                                                         |
| G                                | 42–1 (1) | Billy Zumbrun       | SD   | 10           | 07/04/2005 | Pechanga Resort & Casino, Temecula, California                     |                                                                         |
| G                                | 41–1 (1) | Marcus Rhode        | TKO  | 2 (10), 2:45 | 25/09/2004 | Fire Lake Casino, Shawnee, Oklahoma                                |                                                                         |
| G                                | 40–1 (1) | Andrew Golota       | DQ   | 9 (10), 2:58 | 14/12/1996 | Convention Hall, Atlantic City, New Jersey                         | Golota descalificado por repetidos golpes bajos.                        |
| G                                | 39–1 (1) | Andrew Golota       | DQ   | 7 (12), 2:37 | 11/07/1996 | Madison Square Garden, New York City, New York                     | Golota descalificado por repetidos golpes bajos.                        |
| G                                | 38–1 (1) | Evander Holyfield   | TKO  | 8 (12), 0:58 | 04/11/1995 | Caesars Palace, Paradise, Nevada                                   |                                                                         |
| G                                | 37–1 (1) | Jorge Luis González | KO   | 6 (12), 1:50 | 17/06/1995 | MGM Grand Garden Arena, Paradise, Nevada                           | Retiene el título mundial de la WBO del peso pesado.                    |
| G                                | 36–1 (1) | Herbie Hide         | KO   | 6 (12), 2:25 | 11/03/1995 | MGM Grand Garden Arena, Paradise, Nevada                           | Ganó el título mundial de la WBO del peso pesado.                       |
| G                                | 35–1 (1) | Larry Donald        | UD   | 12           | 03/12/1994 | Caesars Palace, Paradise, Nevada                                   | Ganó el título WBC Continental Americas del peso pesado.                |
| NC                               | 34–1 (1) | Buster Mathis Jr.   | NC   | 4 (10), 2:11 | 13/08/1994 | Convention Hall, Atlantic City, New Jersey                         | NC después de que Mathis Jr. no pudo continuar desde una falta de Bowe. |
| D                                | 34–1     | Evander Holyfield   | MD   | 12           | 06/11/1993 | Caesars Palace, Paradise, Nevada                                   | Perdió los títulos mundiales de la WBA y IBF del peso pesado.           |
| G                                | 34–0     | Jesse Ferguson      | KO   | 2 (12), 0:17 | 22/05/1993 | Robert F. Kennedy Memorial Stadium, Washington D. C.               | Retiene el título mundial de la WBA del peso pesado.                    |
| G                                | 33–0     | Michael Dokes       | TKO  | 1 (12), 2:19 | 06/02/1993 | Madison Square Garden, New York City, New York                     | Retiene los títulos mundiales WBA y IBF del peso pesado.                |
| G                                | 32–0     | Evander Holyfield   | UD   | 12           | 13/11/1992 | Thomas & Mack Center, Paradise, Nevada                             | Ganó los títulos mundiales WBA, WBC, IBF del peso pesado.               |
| G                                | 31–0     | Pierre Coetzer      | TKO  | 7 (12), 2:59 | 18/07/1992 | The Mirage, Paradise, Nevada                                       |                                                                         |
| G                                | 30–0     | Everett Martin      | TKO  | 5 (10), 2:28 | 08/05/1992 | Riviera, Winchester, Nevada                                        |                                                                         |
| G                                | 29–0     | Conroy Nelson       | KO   | 1 (10), 1:16 | 07/04/1992 | Broadway by the Bay Theater, Atlantic City, New Jersey             |                                                                         |
| G                                | 28–0     | Elijah Tillery      | TKO  | 4 (10), 1:14 | 13/12/1991 | Convention Hall, Atlantic City, New Jersey                         |                                                                         |
| G                                | 27–0     | Elijah Tillery      | DQ   | 1 (12), 1:16 | 29/10/1991 | Walter E. Washington Convention Center, Washington D. C.           | Ganó el vacante título WBC Continental Americas del peso pesado.        |
| G                                | 26–0     | Bruce Seldon        | KO   | 1 (10), 1:48 | 09/08/1991 | Convention Hall, Atlantic City, New Jersey                         |                                                                         |
| G                                | 25–0     | Philipp Brown       | TKO  | 3 (10), 2:47 | 23/07/1991 | Broadway by the Bay Theater, Atlantic City, New Jersey             |                                                                         |
| G                                | 24–0     | Rodolfo Marin       | KO   | 2 (10), 1:45 | 28/06/1991 | The Mirage, Paradise, Nevada                                       |                                                                         |
| G                                | 23–0     | Tony Tubbs          | UD   | 10           | 20/04/1991 | Caesar's, Atlantic City, New Jersey                                |                                                                         |
| G                                | 22–0     | Tyrell Biggs        | TKO  | 8 (10), 2:17 | 08/03/1991 | Broadway by the Bay Theater, Atlantic City, New Jersey             |                                                                         |
| G                                | 21–0     | Tony Morrison       | KO   | 1, 2:20      | 14/12/1990 | Kansas City, Misuri                                                |                                                                         |
| G                                | 20–0     | Bert Cooper         | KO   | 2 (10), 3:09 | 25/10/1990 | The Mirage, Paradise, Nevada                                       |                                                                         |
| G                                | 19–0     | Pinklon Thomas      | RTD  | 8 (10), 3:00 | 07/09/1990 | UDC Physical Activities Center, Washington D. C.                   |                                                                         |
| G                                | 18–0     | Art Tucker          | TKO  | 3 (10), 1:41 | 08/07/1990 | Broadway by the Bay Theater, Atlantic City, New Jersey             |                                                                         |
| G                                | 17–0     | Jesus Contreras     | KO   | 1 (10), 1:18 | 08/05/1990 | Broadway by the Bay Theater, Atlantic City, New Jersey             |                                                                         |
| G                                | 16–0     | Eddie Gonzales      | UD   | 8            | 14/04/1990 | The Mirage, Paradise, Nevada                                       |                                                                         |
| G                                | 15–0     | Robert Colay        | TKO  | 2 (6), 0:49  | 01/04/1990 | D.C. Armory, Washington D. C.                                      |                                                                         |
| G                                | 14–0     | Mike Robinson       | TKO  | 3, 1:58      | 20/02/1990 | Trump Plaza Hotel and Casino, Atlantic City, New Jersey            |                                                                         |
| G                                | 13–0     | Charles Woolard     | TKO  | 2, 2:46      | 14/12/1989 | St. Joseph, Misuri                                                 |                                                                         |
| G                                | 12–0     | Art Card            | RTD  | 3 (8), 3:00  | 28/11/1989 | Alumni Arena, Buffalo, New York                                    |                                                                         |
| G                                | 11–0     | Don Askew           | TKO  | 1, 2:21      | 18/11/1989 | Coolidge High School, Washington D. C.                             |                                                                         |
| G                                | 10–0     | Garing Lane         | TKO  | 4 (6), 1:50  | 04/11/1989 | Trump Plaza Hotel and Casino, Atlantic City, New Jersey            |                                                                         |
| G                                | 9–0      | Mike Acey           | TKO  | 1 (4), 2:26  | 19/10/1989 | Trump Plaza Hotel and Casino, Atlantic City, New Jersey            |                                                                         |
| G                                | 8–0      | Earl Lewis          | TKO  | 1 (6), 1:26  | 19/09/1989 | Veteran's Coliseum, Jacksonville, Florida                          |                                                                         |
| G                                | 7–0      | Anthony Hayes       | KO   | 1 (6), 1:21  | 15/09/1989 | Gleason's Arena, New York City, New York                           |                                                                         |
| G                                | 6–0      | Lee Moore           | KO   | 1            | 03/09/1989 | Pensacola, Florida                                                 |                                                                         |
| G                                | 5–0      | Lorenzo Canady      | RTD  | 2 (6), 3:00  | 15/07/1989 | Broadway by the Bay Theater, Atlantic City, New Jersey             |                                                                         |
| G                                | 4–0      | Antonio Whiteside   | TKO  | 1 (6), 1:19  | 02/07/1989 | Cumberland County Crown Coliseum, Fayetteville, Carolina del Norte |                                                                         |
| G                                | 3–0      | Garing Lane         | UD   | 4            | 09/05/1989 | Steel Pier, Atlantic City, New Jersey                              |                                                                         |
| G                                | 2–0      | Tracy Thomas        | TKO  | 3 (4), 1:57  | 14/04/1989 | Trump Plaza Hotel and Casino, Atlantic City, New Jersey            |                                                                         |
| G                                | 1–0      | Lionel Butler       | TKO  | 2 (4), 1:55  | 06/03/1989 | Lawlor Events Center, Reno, Nevada                                 | Debut profesional de Bowe.                                              |